# Челната (Мехединци)
Челната (рум. Celnata) насеље је у Румунији у округу Мехединци у општини Хусничоара. Oпштина се налази на надморској висини од 312 m.

## Становништво
Према подацима из 2002. године у насељу је живело 120 становника, од којих су сви румунске националности.